# Eurytoma discordans
Eurytoma discordans är en stekelart som beskrevs av Bugbee 1951. Eurytoma discordans ingår i släktet Eurytoma och familjen kragglanssteklar. Inga underarter finns listade i Catalogue of Life.